# Cinco Ranch
Cinco Ranch és una concentració de població designada pel cens dels Estats Units a l'estat de Texas. Segons el cens del 2000 tenia 11.196 habitants.

## Demografia
Segons el cens del 2000, Cinco Ranch tenia 11.196 habitants, 3.375 habitatges, i 3.064 famílies. La densitat de població era de 876,8 habitants per km².
Dels 3.375 habitatges en un 63,7% hi vivien nens de menys de 18 anys, en un 84,9% hi vivien parelles casades, en un 3,8% dones solteres, i en un 9,2% no eren unitats familiars. En el 7,5% dels habitatges hi vivien persones soles l'1,2% de les quals corresponia a persones de 65 anys o més que vivien soles. El nombre mitjà de persones vivint en cada habitatge era de 3,32 i el nombre mitjà de persones que vivien en cada família era de 3,52.
Per edats la població es repartia de la següent manera: un 38,3% tenia menys de 18 anys, un 3,8% entre 18 i 24, un 32,5% entre 25 i 44, un 22,2% de 45 a 60 i un 3,2% 65 anys o més.
L'edat mediana era de 35 anys. Per cada 100 dones de 18 o més anys hi havia 98,9 homes.
La renda mediana per habitatge era de 111.517 $ i la renda mediana per família de 114.550 $. Els homes tenien una renda mediana de 90.117 $ mentre que les dones 42.304 $. La renda per capita de la població era de 37.747 $. Aproximadament l'1,5% de les famílies i l'1,3% de la població estaven per davall del llindar de pobresa.

## Poblacions més properes
El següent diagrama mostra les poblacions més properes.